# Велике (Дубенський район)
Вели́ке (до 1940-х років — Велике Рекане) — село в Україні, у Підлозцівській сільській громаді Дубенського району Рівненської області. Населення становить 40 осіб.

## Географія
Селом протікає річка Лавровський.

## Історія
У 1906 році село Ярославицької волості Дубенського повіту Волинської губернії. Відстань від повітового міста 36 верст, від волості 16. Дворів 48, мешканців 304.
7 (20) листопада 1917 року, відповідно до Третього Універсалу Української Центральної Ради, увійшло до складу Української Народної Республіки.
Від 2015 у складі Підлозцівської сільської громади.
12 червня 2020 року, відповідно до розпорядження Кабінету Міністрів України № 722-р від «Про визначення адміністративних центрів та затвердження територій територіальних громад Рівненської області», увійшло до складу Підлозцівської сільської громади.
19 липня 2020 року, в результаті адміністративно-територіальної реформи та ліквідації Млинівського району, село увійшло до складу Дубенського району.